# Фосо (Терни)
Фосо је насеље у Италији у округу Терни, региону Умбрија.
Према процени из 2011. у насељу је живело 21 становника. Насеље се налази на надморској висини од 254 м.